# Stockwell (London Underground)

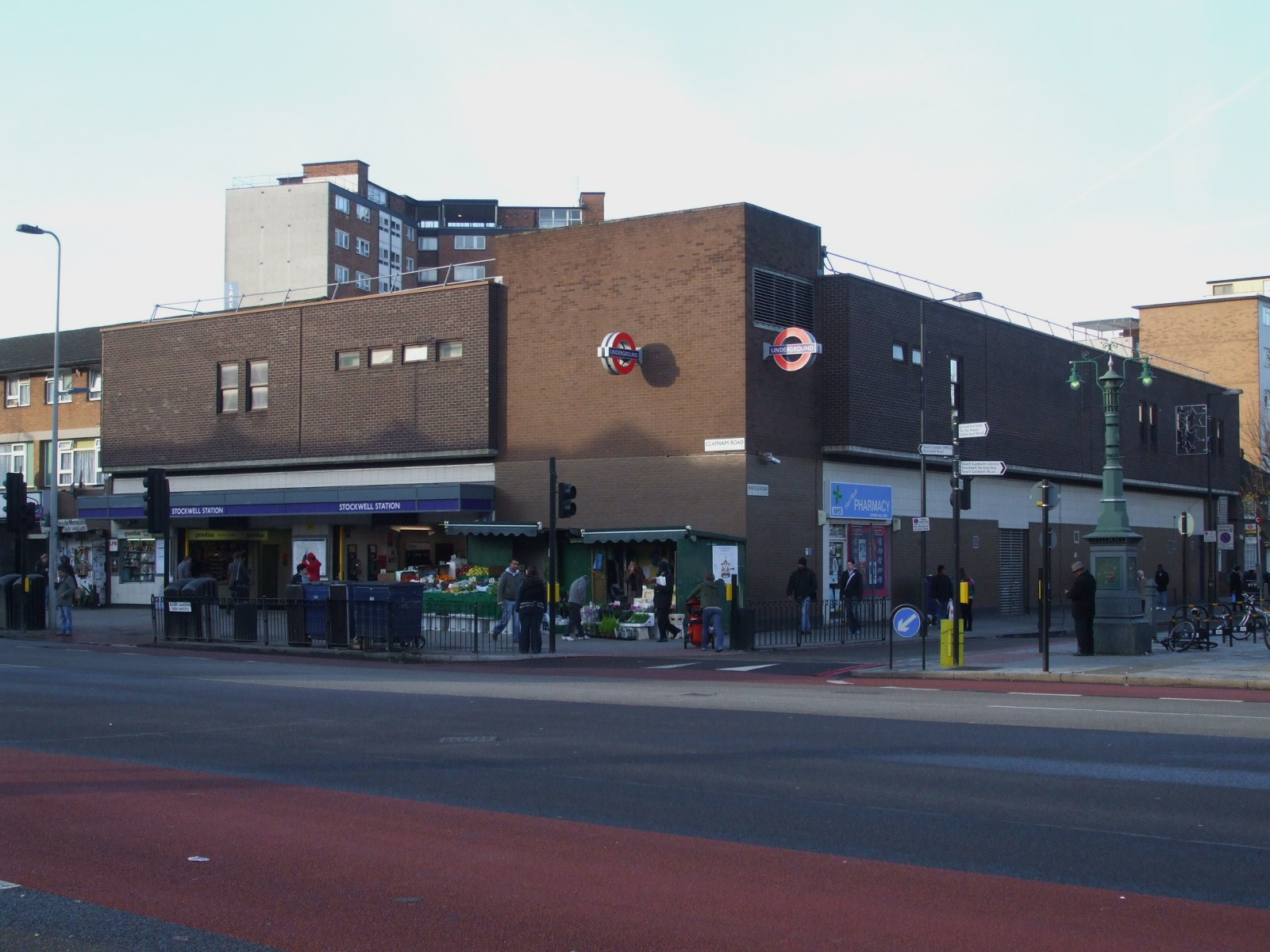
Stationsgebäude

Stockwell ist eine unterirdische Station der London Underground im Stadtbezirk London Borough of Lambeth. Sie liegt in der Travelcard-Tarifzone 2 an der vielbefahrenen Kreuzung von Clapham Road, Lambeth Road und Stockwell Road. Hier kreuzen sich auf zwei Ebenen die Züge der Northern Line und der Victoria Line. Im Jahr 2013 nutzten 9,42 Millionen Fahrgäste die Station.

## Geschichte

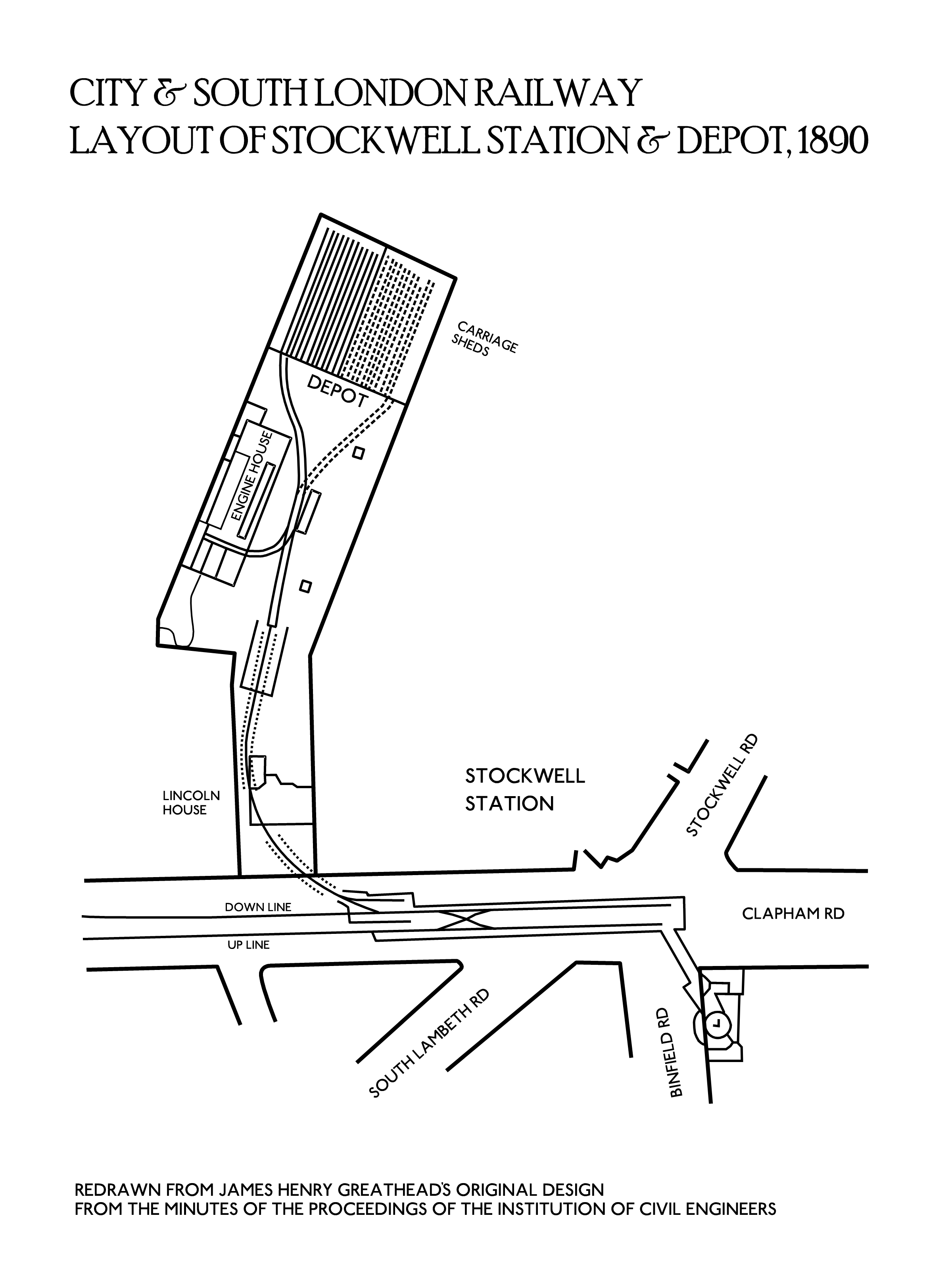
Gleisplan des ehemaligen Depots Stockwell

Stockwell war der südliche Endpunkt des ersten Abschnitts der City and South London Railway (C&SLR, heutige Northern Line), der ersten elektrisch betriebenen U-Bahn der Welt. Die offizielle Eröffnung erfolgte hier am 18. Dezember 1890 durch den Prince of Wales (später König Edward VII.). Damals besaß die Station einen Mittelbahnsteig mit Gleisen auf beiden Seiten. Die andere Endstation war King William Street, die jedoch bereits zehn Jahre später geschlossen wurde. Am 3. Juni 1900 verlängerte man die Strecke von Stockwell aus in Richtung Süden nach Clapham Common.
Vom 28. November 1923 bis 1. Dezember 1924 war die Station wegen Umbauarbeiten geschlossen, zwecks Kapazitätserhöhung wurde das Tunnelprofil erweitert. Anstelle des Mittelbahnsteigs errichtete man etwas weiter südlich zwei richtungsgetrennte Bahnsteige. An der Oberfläche entstand ein neues Stationsgebäude nach Plänen des Architekten T.P. Figgis. Im Hinblick auf die Eröffnung der Victoria Line am 23. Juli 1971 baute man parallel zu den Northern-Line-Röhren zwei neue Röhren, um das Umsteigen am selben Bahnsteig zu ermöglichen. Das Stationsgebäude wurde abgerissen und durch einen eher unscheinbaren Neubau ersetzt, der von einem Belüftungsschacht dominiert wird.
Am 22. Juli 2005 erschossen Polizisten in Zivil den in London lebenden brasilianischen Elektriker Jean Charles de Menezes. Dies geschah einen Tag nach den gescheiterten Terroranschlägen am 21. Juli. Später stellte sich heraus, dass Menezes nichts mit den Anschlägen zu tun hatte. Ein Mosaik neben dem Eingang erinnert an den tödlichen Zwischenfall.

## Depot und Luftschutzbunker

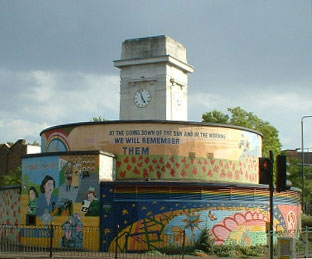
Einer der Eingänge zum Stockwell-Luftschutzbunker, den Kinder einer benachbarten Schule zu einem Kriegsdenkmal gestalteten.

Unmittelbar nördlich der Station zweigte ein kleiner Tunnel ab, der heute zugemauert ist. Er führte zum nahe gelegenen Stockwell Depot mit Betriebswerkstatt. Durch den über 2,8 Prozent steilen Tunnel wurden die Fahrzeuge bis 1905 mit einer dampfbetriebenen Kettenwinde an die Oberfläche gezogen, danach kam ein hydraulischer Aufzug zum Einsatz. Das Depot und der Lift wurden 1923 geschlossen. Bis 1915 befand sich in Stockwell auch ein kleines Kraftwerk.
Stockwell ist eine von acht Stationen der London Underground, die während des Zweiten Weltkriegs zu Luftschutzbunkern ausgebaut wurden. Darin konnten sich bei einem Luftangriff auf London etwa 1600 Menschen in Sicherheit bringen. Der Zugang erfolgte sowohl über die Station als auch über zwei separate Eingänge an der Kreuzung von South Lambeth Road und Clapham Road sowie an der Studham Road. Die Anlage wurde im September 1942 fertiggestellt, danach für Regierungszwecke verwendet und 1944 für den öffentlichen Gebrauch freigegeben. Nach dem Krieg diente der Bunker als Truppenunterkunft, mittlerweile wird er als Archiv genutzt.